# Amblyteles triguttatus
Amblyteles triguttatus är en stekelart som beskrevs av Rudow 1888. Amblyteles triguttatus ingår i släktet Amblyteles och familjen brokparasitsteklar. Inga underarter finns listade i Catalogue of Life.